# La Bisbal d'Empordà
La Bisbal d'Empordà és una ciutat, capital de la comarca del Baix Empordà i cap del partit judicial de la Bisbal, Catalunya. El municipi és a la plana de l'Empordà, adjacent al massís de les Gavarres i regat pel riu Daró.
La Bisbal és coneguda per la seva ceràmica i pels dolços de les seves pastisseries. És la capital de la ceràmica de Catalunya.  
Del 14 al 18 d'agost se celebra la Festa Major de la població en honor a la patrona, Maria.
Els divendres se celebra el mercat setmanal, d'origen medieval. L’atorgament del privilegi de celebració d’un mercat els divendres que va fer el rei Jaume II és un fet que s'emmarca en el context de la fi del comtat d’Empúries.
Tot i que té el títol de ciutat, atorgat per Alfons XIII l'any 1906, els bisbalencs es refereixen a la Bisbal com a poble, ja que la vida social és més semblant a la d'un poble que a la d'una ciutat.

## Geografia
(Orografia: muntanyes, serres, collades, indrets..; hidrografia: rius, fonts...; edificis: cases, masies, esglésies, etc).
El municipi de la Bisbal d'Empordà, situat al centre del Baix Empordà, limita al nord amb Corçà i Ullastret, a l'est amb Forallac i a l'oest amb Cruïlles, Monells i Sant Sadurní de l'Heura. A més de la ciutat, formen part del terme els pobles de Castell d'Empordà i Sant Pol. A migdia hi ha una extensa zona accidentada pels contraforts septentrionals de les Gavarres que arriba fins al coll de la Ganga. La serra dels Perduts, amb l'ermita de Santa Llúcia de l'Arboç, és la frontera natural del sud del terme.
Altres corrents d'aigua de règim torrencial que drenen el terme, a part del Daró, són la riera del Vilar, que aflueix al Daró per la dreta, i les seves tributàries, les rieres de Sant Pol i de Fitor i el torrent de la Marqueta o el torrent del Raig, que vessa directament al Daró dins el nucli urbà de la Bisbal en un darrer tram cobert.

## Història

### L'origen
Diverses vil·les romanes s'escampaven pel territori que esdevindria el terme de la Bisbal i que entre els segles ix i x formaven els nuclis de població de Fontanetum (la Bisbal), Fonsedictus (Fonteta) i Perductus (Sant Pol). Aquests indrets ja eren propietat dels bisbes de Girona l'any 881. El bisbat s'encarregava de l'organització civil i eclesiàstica del territori, governat probablement per un vescomte. Fontanetum serví de punt de partida per a aixecar la vila de Santa Maria Episcopalis, amb una església i un palau, i es constituí en parròquia l'any 904. Llavors la població ja rebia el nom popular de la Bisbal, en referència als bisbes, que hi bastiren un castell al segle xi. Aquesta fortificació disposava d'una cúria, amb batlle, jutge, notari, saig i pregoner per a administrar justícia. El càrrec de batlle, que també ocuparen dones, fou hereditari durant prop de dos-cents anys.

### La vila medieval
Durant la baixa edat mitjana la Bisbal estava emmurallada, una protecció que es completava amb baluards, fossats i diverses torres. Existien quatre portals a través dels quals s'accedia al nucli: un al camí que duia a Girona, un altre al camí de Palamós, un altre encarat a Calonge i un quart, posterior, al camí de Torroella de Montgrí. Els carrers eren irregulars, estrets i sinuosos, una característica de les viles de domini feudal. El centre de la vida social era la plaça Major, llavors porticada. Hi havia també un call jueu: un carrer amb pòrtics i en forma de ziga-zaga perquè no se'n pogués veure l'interior. L'aljama es completava amb l'avui desapareguda Torre dels Jueus, on hi podria haver hagut la sinagoga. El barri fou saquejat el 1285 i el 1391, i abandonat definitivament pels jueus a mitjan segle xv.
El 1322 Jaume el Just va donar el permís de celebració de mercat els divendres, costum que encara subsisteix. Poc després es va rebre l'autorització per formar un consell municipal, com les viles de jurisdicció reial. Els caps de casa es reunien al pati d'armes del castell un cop l'any i triaven per sorteig els membres que formarien el consell, que llavors havien de rebre el vistiplau del bisbe, qui a la vegada nomenava el batlle i la cúria. Els 40 consellers exercien funcions consultives, legislatives i de supervisió. Dictaven, per exemple, les normes sanitàries o morals. Al segle xv la Bisbal ja tenia una milícia popular de 200 homes, una escola de minyons i de gramàtica i filosofia, hospital, orgue a l'església i rellotge al campanar. Cap a l'any 1440, el bisbe atorgà representació als pagesos al consell municipal: la meitat dels consellers. Els pagesos vivien en masos fora de la muralla i estaven subjectes al règim feudal. Les desavinences entre pagesos i vilatans, especialment a l'hora d'establir els impostos, van propiciar vers el 1567 la divisió del consell en dos òrgans diferents, un per a cada estament, i es van reduir els membres a 12 per consell. El territori, doncs, va quedar dividit en dues administracions: gairebé tot estava governat pels pagesos o "universitat forana", mentre que els vilatans o "universitat de la vila" tenien jurisdicció al nucli emmurallat, als ravals i als horts al voltant d'aquests.

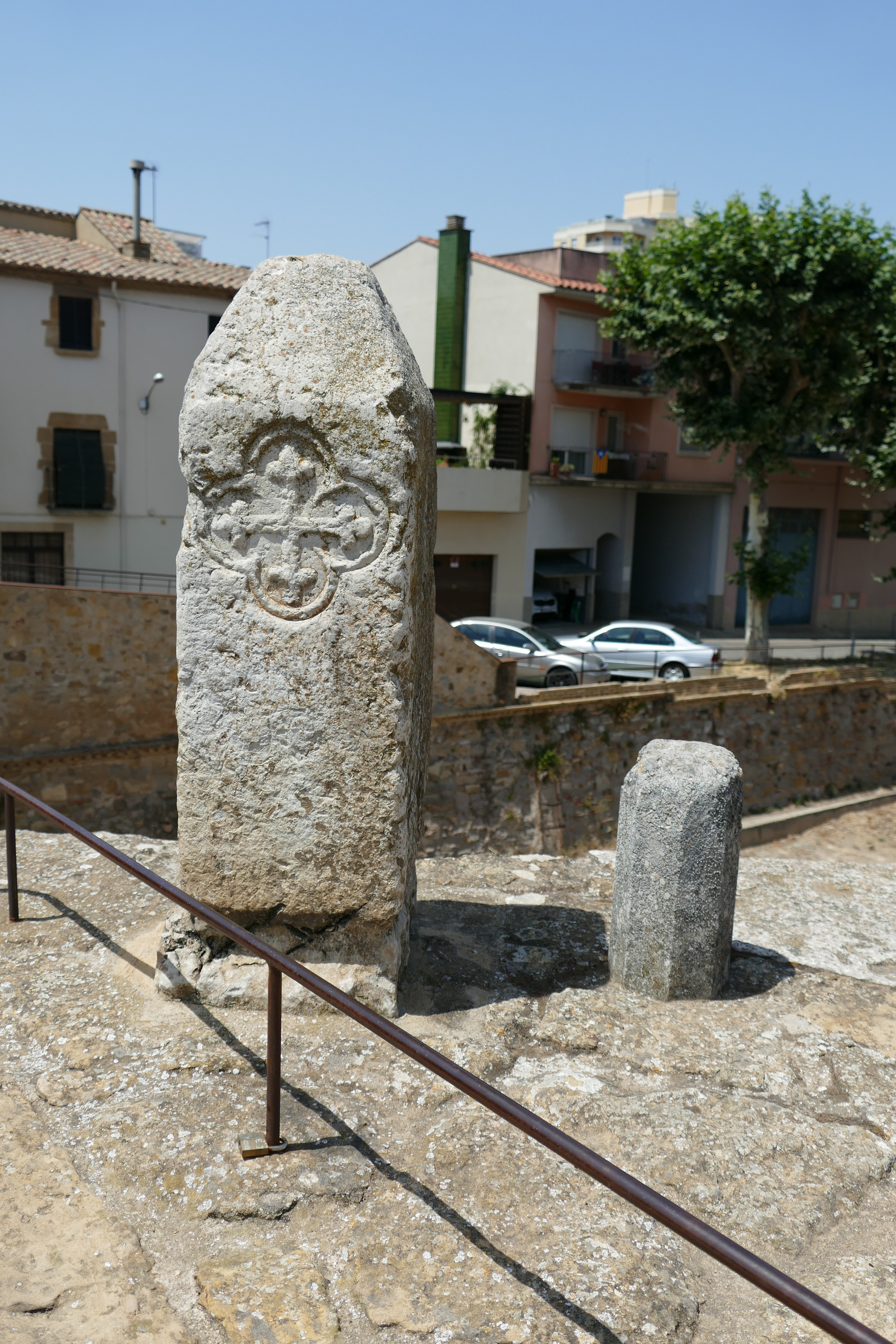

### Creixement i prosperitat
La vila es començà a expandir al segle xvi amb petits ravals que acabaren formant un barri al sud-oest, al segle xvii. L'augment de població va convertir la Bisbal en el poble més gran de la comarca, fet que s'explica pel despoblament de la costa en benefici de l'interior i per la immigració occitana. A partir del període de la Il·lustració, els viatges d'alguns petits nobles comerciants i menestrals a França van introduir les idees revolucionàries. Després de la Guerra de Successió Espanyola, Felip V d'Espanya suprimeix el sistema d'elecció del consell municipal i en redueix a set membres nomenats per ell mateix; això provoca protestes d'alguns nobles, que es neguen a acceptar el càrrec. Pel que fa a l'activitat econòmica, el segle xviii és una època d'expansió de l'agricultura, la ramaderia, el comerç i l'artesania. Cap a la fi de la centúria habitants de més de cinquanta pobles participaven en el mercat setmanal, tant de la costa com de Barcelona, i hi havia més de 150 treballadors a la vila, d'oficis molt diversos. També s'hi desenvolupà molta activitat musical.
Hi hagué un important augment de població al segle xviii: de 1.557 habitants l'any 1718 a 3.389 el 1787. La construcció de noves cases va donar lloc a la formació dels carrers Nou, del Pont, Santa Llúcia, Hospital, del Carme o del Convent, i el nou carrer Ample es va convertir en la via principal. Paral·lelament, es començà a enderrocar la muralla. Poc després hi hagué un episodi bèl·lic destacat durant Guerra del Francès: el 1810 les tropes del general O'Donnell atacaren la vila i en foragitaren els francesos, comandats pel general Schwartz.

### La Bisbal, cap de partit
A partir de la divisió provincial d'Espanya de 1833, la Bisbal fou designada cap de partit judicial d'un territori que englobava bona part del Baix Empordà; els jutjats s'instal·laren al castell. En aquest moment hi havia diverses activitats industrials, sobretot tapers, blanquers, fariners i rajolers. La pagesia encara tenia un pes important en l'economia. Pel que fa al comerç, a part del mercat setmanal hi havia quatre fires anuals: la de cinquagesma, la de Sant Pere, la de la Mare de Déu de setembre i la de cap d'any. Vers el 1850 s'obrí la carretera de Girona i s'hi aixecaren les Voltes, un passeig porticat dissenyat per l'arquitecte Martí Sureda que es convertiria en el centre de l'activitat social i urbana. Més endavant, el 1887, travessà la carretera el Tramvia del Baix Empordà o Tren Petit que feia la ruta Girona-Palamós amb una estació a la Bisbal. En aquesta època també es formà el passeig Marimon Asprer, a la riba esquerra del riu Daró.
Les associacions culturals amenitzaven la vida social de la població: el Centro Republicano, l'Escut Emporità (de la classe mitjana i benestant) i l'Ateneu Pi i Margall (de les classes populars). També hi havia casinos i la burgesia bastí el Teatre Principal, que acollia tota mena de representacions i actes. El 1906 la Bisbal rebé el títol de ciutat per Reial Decret d'Alfons XIII.
Durant la dictadura franquista, la ciutat va créixer amb l'aparició de noves urbanitzacions, acompanyades d'una forta especulació del sòl. En són exemples el barri de la Guardiola i l'edifici de Torre Bisbal, d'onze plantes, sovint qualificat com a "nyap urbanístic". En la dècada del 1950 es rebé un important flux migratori de la localitat andalusa de Cuevas Bajas. El 1975 s'annexionà el municipi veí de Castell d'Empordà.

### Foc de la Bisbal
La vila visqué un dels episodis importants de la insurrecció federalista de 1869, el Foc de la Bisbal. S'hi enfrontaren les tropes del governador militar de Girona i una partida armada republicana d'uns dos mil homes que s'havien fet forts a la ciutat. La majoria dels efectius republicans eren menestrals de la indústria surera.

### Capital de comarca
La Generalitat de Catalunya ja havia designat la Bisbal com a capital del Baix Empordà en la divisió comarcal de 1936, que quedà suspesa amb l'arribada de la dictadura. Amb el retorn de l'autogovern, es restaurà aquesta condició, qüestionada especialment per l'Ajuntament de Palafrugell, i es creà el Consell Comarcal. Les primeres eleccions municipals democràtiques portaren un govern amb la UCD i ERC.

## Capital de la ceràmica
La Bisbal d’Empordà és la capital de la ceràmica de Catalunya, el KM 0 de la indústria de la ceràmica catalana. L’ofici de ceramista és el més típic de la població. Al municipi hi ha un museu dedicat a la ceràmica, el Terracotta Museu. Al Terracotta Museu s'hi expliquen els més de 500 anys de tradició terrissaire bisbalenca. Es pot comprovar la importància d’aquesta activitat a la Bisbal gràcies a un paisatge urbà caracteritzat per les esveltes siluetes de les xemeneies i per les nombroses botigues de terrissa i de ceràmica, estratègicament situades en el famós carrer de l’Aigüeta.

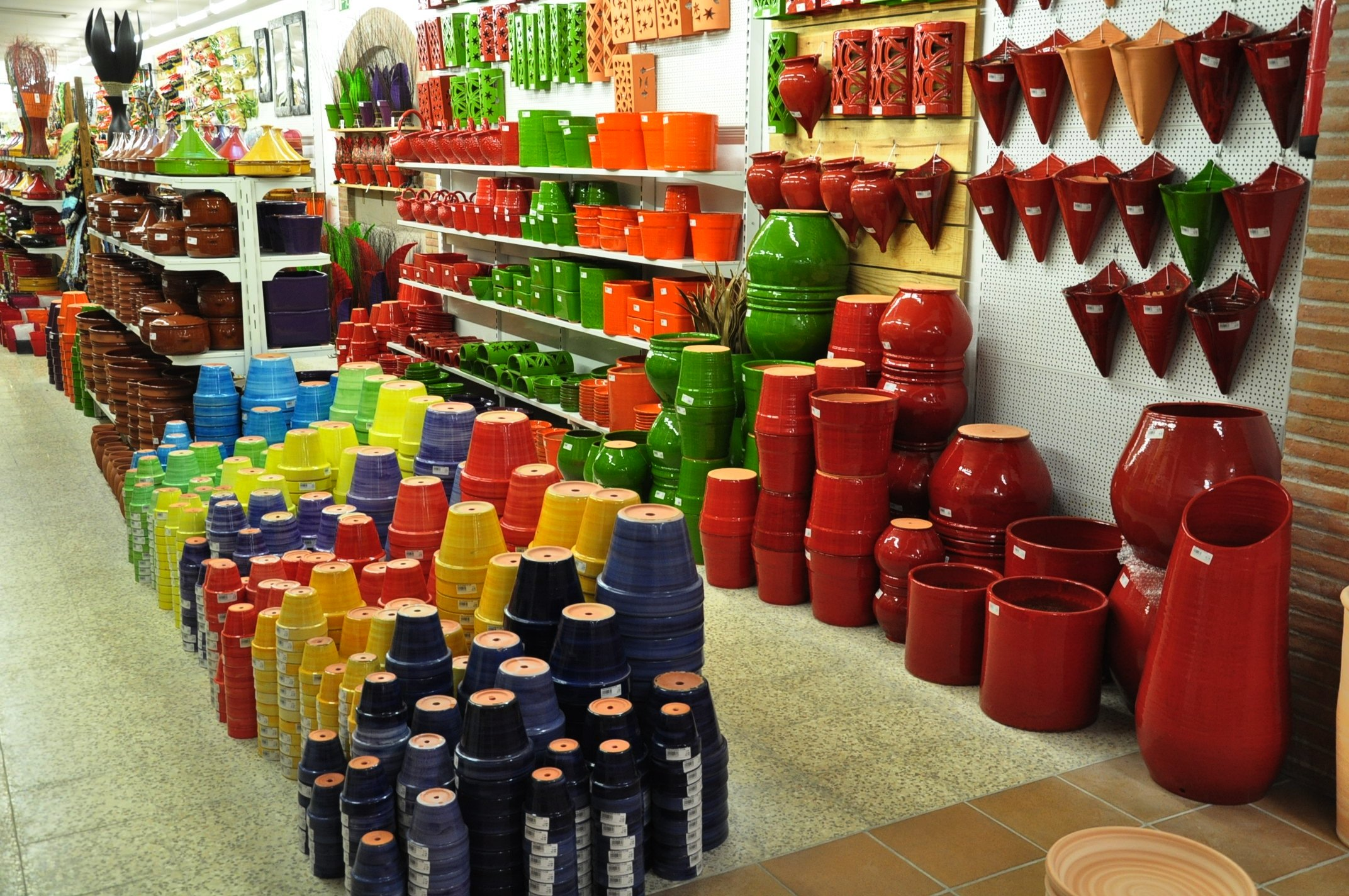
Ceràmica de la Bisbal en una botiga del carrer de l'Aigüeta

Actualment, la Bisbal compta amb més de 35 tallers ceramistes actius. Destaca la qualitat de l'argila vermella. El municipi també compta amb una Escola de Ceràmica.
Des de finals de 2021, la Bisbal és considerada una Crafy City reconeguda pel World Craft Council (WCC). Es tracta de la primera World Crafy City de l'Europa continental i la cinquena ciutat europea en rebre aquest reconeixement.
Una de les gegantes de la Bisbal, la geganta Rufina, representa una noia ceramista, a més de dur el nom de Rufina, que és la patrona dels ceramistes.

#### Marca Ceràmica de la Bisbal
Els ceramistes bisbalencs treballen sota la marca registrada “Ceràmica de la Bisbal” que és un distintiu protector a nivell de la Unió Europea. Amb la marca es reconeix la singularitat de les peces de ceràmiques fetes al municipi bisbalenc. L’àmbit geogràfic que protegeix la marca inclou la Bisbal d’Empordà i la seva zona d’influència. El reglament estableix que l’àmbit territorial d’aplicació de la marca són les zones productores incloses en els municipis de la Bisbal d’Empordà, Cruïlles, Monells i Sant Sadurní de l’Heura, Corçà, Forallac, La Pera, Rupià, Foixà, Ultramort, Serra de Daró, Gualta, Fontanilles, Ullastret, Parlavà, Palau-Sator, Pals i Torrent.

## Monuments i llocs d'interès

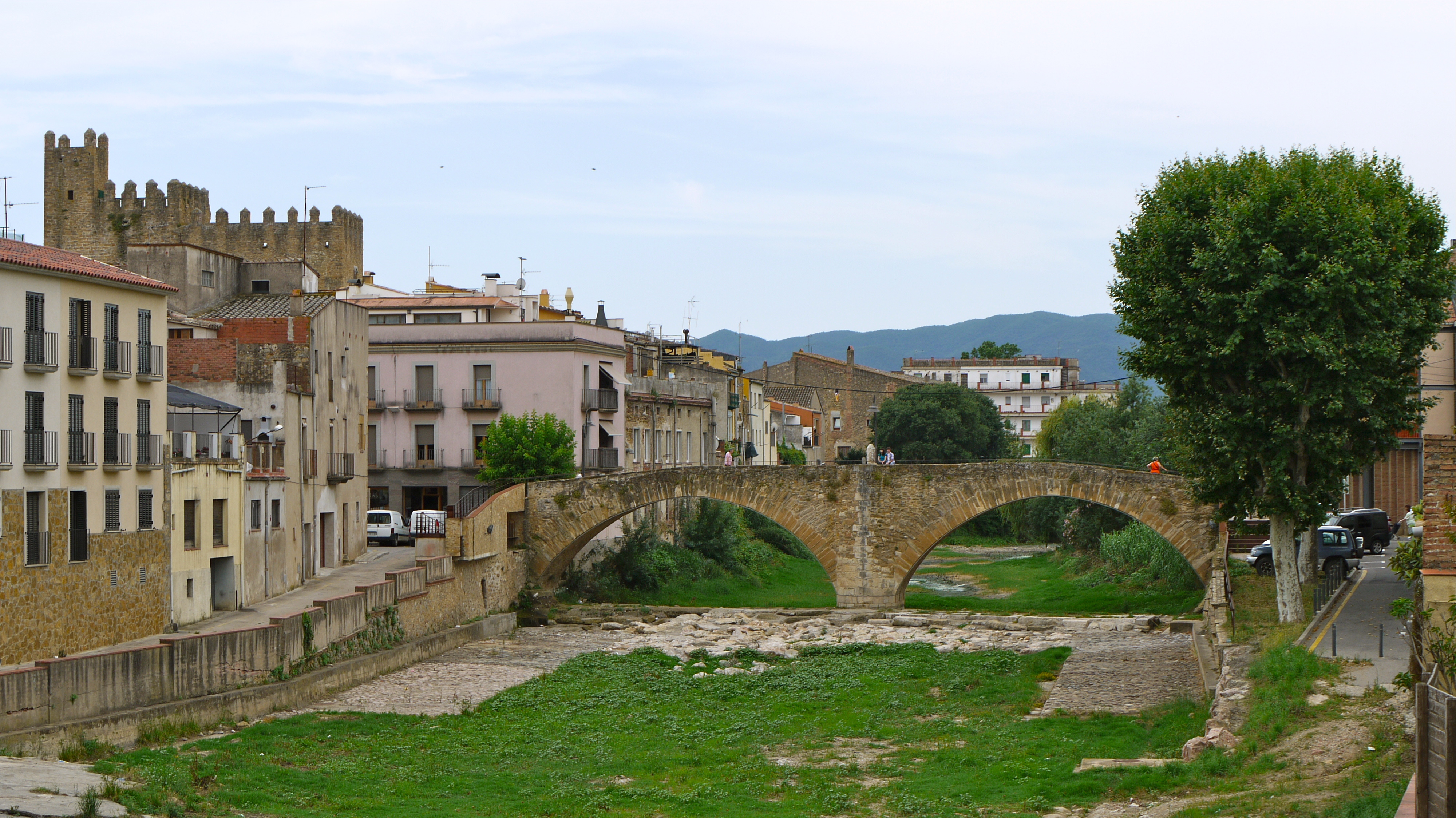
El Pont Vell amb el Castell Palau al fons a l'esquerra

- Castell Palau
- Església de Santa Maria
- El Call Jueu[17]
- Ajuntament Vell
- Les Voltes
- El Convent
- El Pont Vell El Pont Vell amb el Castell Palau al fons a l'esquerra
- El Passeig Marimon Asprer Arxivat 2020-08-06 a Wayback Machine.
- Església de la Pietat
- Torre Maria
- Terracotta Museu
- Volta de la Mel
- Can Llac
- Can Veí

En el cementiri hi ha la tomba de Ralph Elman (Londres, 1907 - Pals, 1983), violinista que va treballar amb The Beatles.

## Activitats econòmiques
Tradicionalment l'agricultura i la ramaderia han estat una de les primeres fonts de riquesa del municipi. A començaments del segle xx, cal destacar el despuntament de la indústria del suro. Actualment la terrissa, la ceràmica industrial i artística representen els puntals de l'economia bisbalenca.

## Cultura i tradicions

### Festa Major
La Festa Major de la Bisbal té lloc els dies 14, 15, 16, 17 i 18 d'agost. La festivitat és en honor a la patrona del municipi, Maria. Els dies 15 i 16 són festius a la població.
Al llarg dels cinc dies de la festa es poden gaudir al voltant d'una vuitena d'actes organitzats per les associacions i entitats de la ciutat. Entre d'altres destaquen el Correfoc, el Correfoc Xiqui (correfoc infantil) el Ball de Gegants i Capgrossos, la Promenade, el Seguici Històric, el Ball de l'Àliga o la Cercavila i el Pregó.
El compositor de sardanes i músic bisbalenc, Josep Maria Soler i Montaner, va dedicar la sardana Festa Anyal a la Festa Major de la Bisbal.

#### Trencament del Càntir
El Trencament del Càntir és l'acte solemne que dona el tret de sortida a la festa i té lloc a la Plaça de l'Ajuntament (Plaça del Castell oficialment) la tarda del 14 d'agost. Simbolitza que dins el càntir hi ha la festa i quan es trenca surt de dins. El càntir que es trenca, cada any l'elabora un mestre ceramista diferent i el trenca una personalitat destacada de la població, també diferent cada any. La figura del càntir és de color vermell i dur la bandera del municipi pintada. L'acte compte amb una cançó popular creada especialment pel trencament anomenada El rock del càntir, i que tota la plaça canta i balla després del trencament.

### Drac i Àliga de la Bisbal
L'Àliga de la Bisbal és la més antiga que es conserva a Catalunya, amb més de 400 anys d'història, i el Drac de La Bisbal d'Empordà és el segon més antic de Catalunya, només per darrere del Drac de Vilafranca del Penedès. Tant l'Àliga com el Drac són figures considerades Bé cultural d'interès nacional.

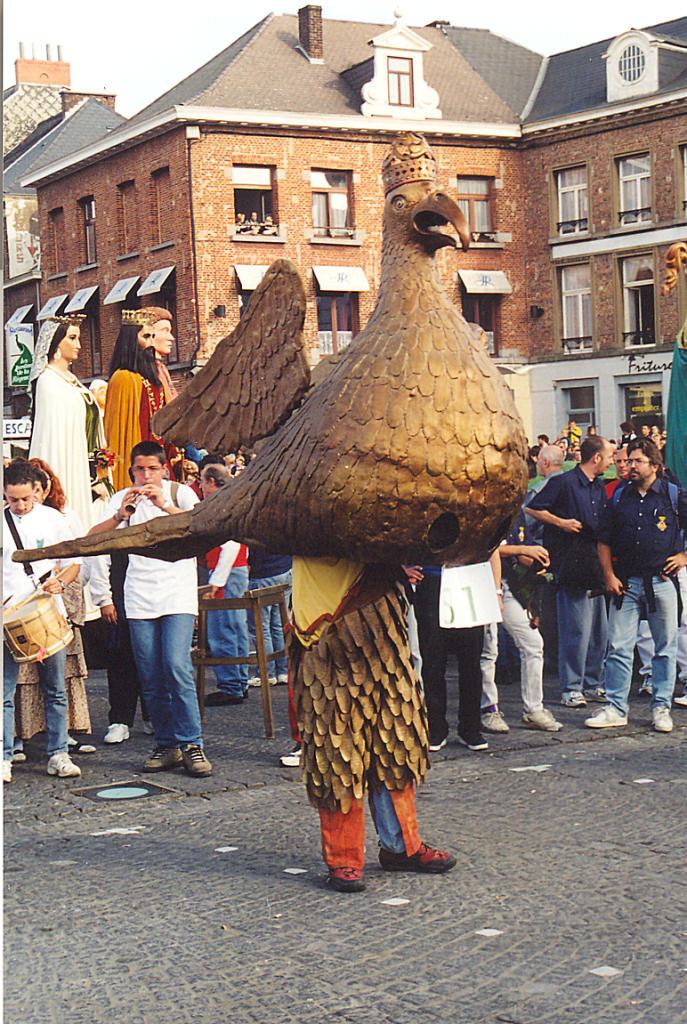
Àliga de la Bisbal

Cada 15 d'agost, per la Festa Major, l'Àliga balla als peus de l'altar de l'Església de Santa Maria per dedicar el seu ball a Maria, patrona de la Bisbal. Balla davant el mossèn, els membres de l'església, l'alcalde i els regidors de la ciutat.
Les bèsties que actualment dansen pels carrers per festes i cercaviles són una rèplica de les figures originals que es guarden a dues capelles de la Parròquia de Santa Maria, on es poden visitar.

### Seguici Popular

#### Gegants
- Gegants Perses: Aquesta parella de gegants va ser la segona parella que va gaudir el poble de la Bisbal. Construïts l’any 1955 a l’Escola de Belles Arts i Oficis de la Bisbal pels mateixos alumnes de l’escola dirigits pel mestre Joan Turbau. Són propietat de l’ajuntament. S'han mantingut originalment fins a dia d’avui.[22] L’estiu del 2013 es va fer una primera remodelació a causa del desgast de la roba al cap de 60 anys on es van canviar les capes i els barrets.

- Gegants Fesolers: Rèplica de la parella històrica de l'any 1902. El gegant vesteix de rei moro, porta una porra i un gros bigoti de filferro. La geganta simbolitza una dama de finals de segle passat i porta una mantellina i arracades pendulars.[23] Corre la llegenda de que en temps de molta fam l’Ajuntament de la Bisbal va canviar un sac de fesols per una parella de gegants al poble de Vulpellac. Aquesta parella els van batejar “els Fesolers”. Aquesta és una llegenda que agrada explicar als de la colla però se’n dubta la veracitat. Bàsicament perquè es dubta que un poble tant petit com Vulpellac tingués gegants. El que seria més probable és que algú del poble els construís i els entregués a la Bisbal a canvi dels fesols de la llegenda. L’any 1905 el mestre Joan Coromina, de l’Escola de Belles Arts i Oficis de la Bisbal, se li va encomanar la feina de reformar-los per alleugerir-los ja que ningú els volia porta a causa del seu elevat pes. Només es sap que a la gegantessa, anomenada Coromina, la va abillar com una dama medieval amb un cucurull al cap. Pels volts del 1925 un altre professor, Francesc Sala, els va a tornar a reformar per ordre de l’Ajuntament a causa de la dictadura de Primo de Rivera que volia espanyolitzar fins a la més petita engruna de cultura catalana. El senyor Sala els va reconvertir en els Reis Catòlics, tal com l’Ajuntament volia, símbol de la unitat d’Espanya, que no es va realitzar fins al 1714 per tant els vestits representaven èpoques més antigues. Es rumoreja que pels anys 60 aquests gegants van ser venuts a un antiquari que a la vegada els va revendre a Salvador Dalí que diuen que els va cremar. Però només és un rumor.[24] La llegenda parla dels Gegants Fesolers originals.

- Geganta Rigoberta: Va ser construïda a partir d’un capgròs pel grup de teatre Mitja Nota l’any 1982. Representa una dona que li agrada gaudir de la vida. El seu segon nom és “Festa Major”. Li encanta ruixar la gent amb l’aigua que treu pel pit fent riure a tothom. És la geganta més popular de la població. D'ençà de la seva estrena ha canviat de vestimenta en diverses ocasions, ja que, participa en tota mena d'actes, com el Correfoc.[25][26]

- Geganta Rufina: Representa la patrona dels ceramistes, l'ofici tradicional de la ciutat.[27] La seva peculiaritat és fer llengots a la gent de manera descarada.

#### Capgrossos i cavallets
La Bisbal compta amb cinc capgrossos i cinc cavallets que dansen pels carrers del municipi per la Festa Major.

#### Dracs
- Drac de la Bisbal: És la rèplica del drac original, el segon més antic de Catalunya. Es va construir l’any 1995 amb l’objectiu de poder-lo treure a fer cercaviles i correfocs, ja que l’original va ser declarat peça de museu. Té 7 punts de foc.[28]
- Drac de Dracs: Creat l’any 1983 pel grup de teatre Mitja Nota per tal de participar en balls de diables, correfocs i espectacles similars. Té 9 punts de foc.
- Dragolí: És el Drac de la Bisbal a escala reduïda. És la bèstia de foc infantil. Té 4 punts de foc.

#### Àliga
Au rapinyaire, domina el cel, caça i, aquest simbolisme de poder, vol representar el poder municipal. Com a element festiu de poder, ha estat tradicionalment l’encarregada d’honorar els visitants i les autoritats. L'Àliga original de la Bisbal és la més antiga que es conserva a Catalunya. Cada 15 d'agost balla davant la patrona de la ciutat.

#### Voltors
- Voltor: Bèstia popular de l'Associació Voltors. L’any 2008 l’escultor Ramon Aumedes va transformar el dibuix del voltor en escultura. Les seves dimensions el fan espectacular. Té una amplada de 452 cm i una alçada de 190 cm.[29]
- Voltora: Figura femenina del Voltor. Inaugurada l'any 2010.
- Voltorets/etes: Figures infantils. 2 voltorets i 2 voltoretes. Inaugurats l'any 2010.

#### Bestiesa
Figura del Grup de Dones de la Bisbal. Dissenyada i construïda per Núria Efe. Té cara d'òliba, ales de víbria (femella del drac) i cues de sirena.

#### Bastoneres
Bastoneres del Casal Estel Roig de la Bisbal que ballen al so de les gralles de Gralla de Boix.

### Fira de Circ al Carrer
La Fira de Circ és un festival de circ i teatre de carrer que omple d’espectadors els carrers de la Bisbal durant el tercer cap de setmana de juliol. Els espectacles tenen lloc en més de 15 espais repartits per tot el municipi. La gran majoria dels espectacles són gratuïts. Les companyies que hi actuen són tant nacionals com internacionals. L'any 2012, la Fira de Circ al Carrer va ser guardonada amb el Premi Nacional de Cultura, en la modalitat de circ, atorgat pel Consell Nacional de les Arts i la Cultura (Conca).

### Fires, festes i festivals
- Fira Mercat al Carrer - 01 de maig
- Aplec de la Sardana - Primer cap de setmana de juny
- Fira de Circ al Carrer - Tercer cap de setmana de juliol
- Empordà Music Festival - Últim dissabte de juliol
- Festa Major - 14, 15, 16, 17 i 18 d'agost
  - Pregó i Trencament del Càntir - 14 d'agost
  - Seguici Històric - 15 d'agost
  - Correfoc - 16 d'agost
  - Correfoc Xiqui - 18 d'agost
- Aplec del Remei - Segon cap de setmana d'octubre
- Fira Indilletres - Primer cap de setmana de desembre

## Gastronomia
Són molt populars els dolços de les seves pastisseries: 

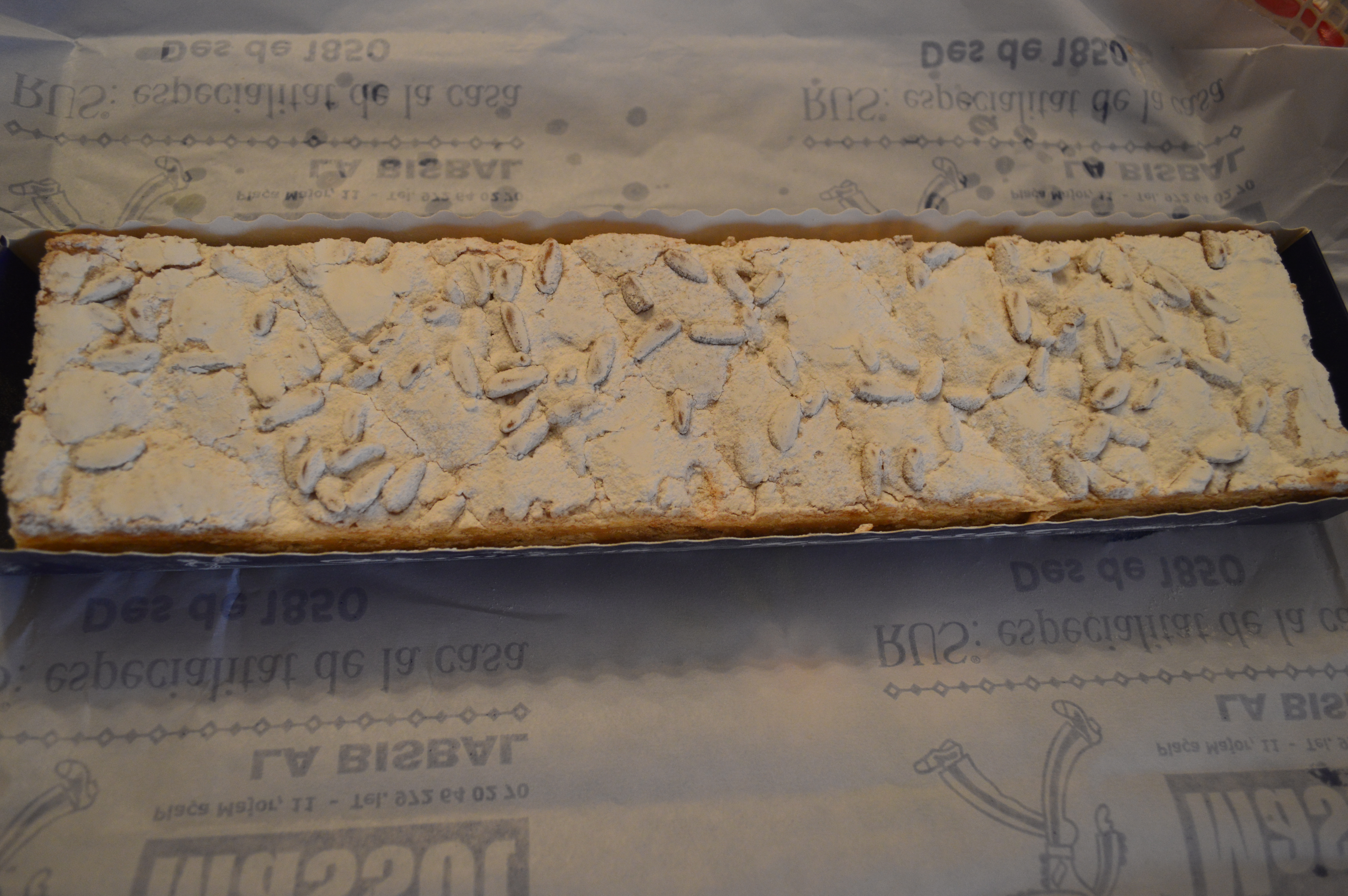
Rus de la Bisbal d'Empordà

- Bisbalenc - Pastisseria Sans
- Rus - Pastisseria Massot
- Càntir - Pastisseria Font
- Mil·lenni - Pastisseria Font
- Galetes Graupera

## Societat

### Escena Bisbalenca

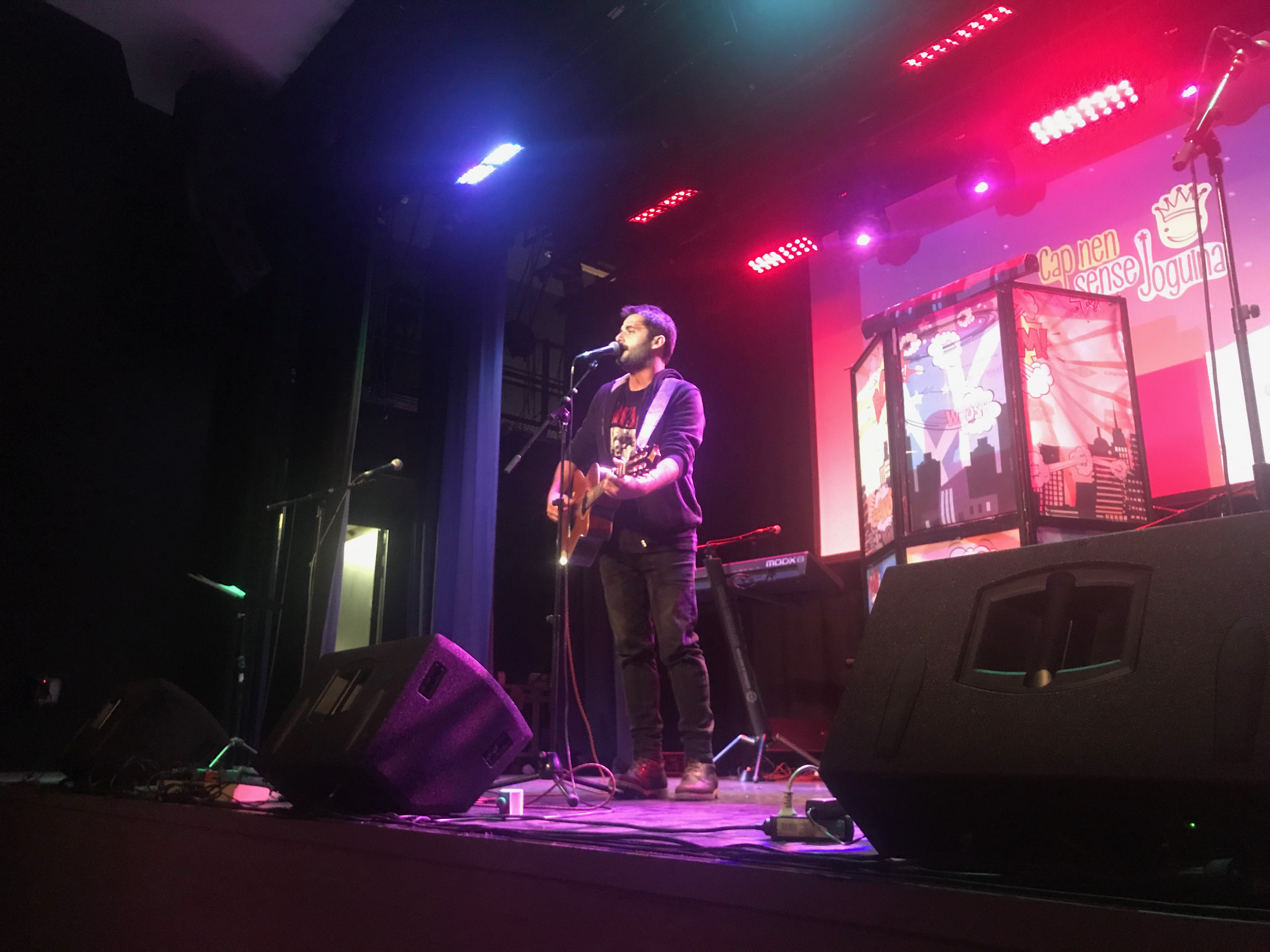
Miquel Abras

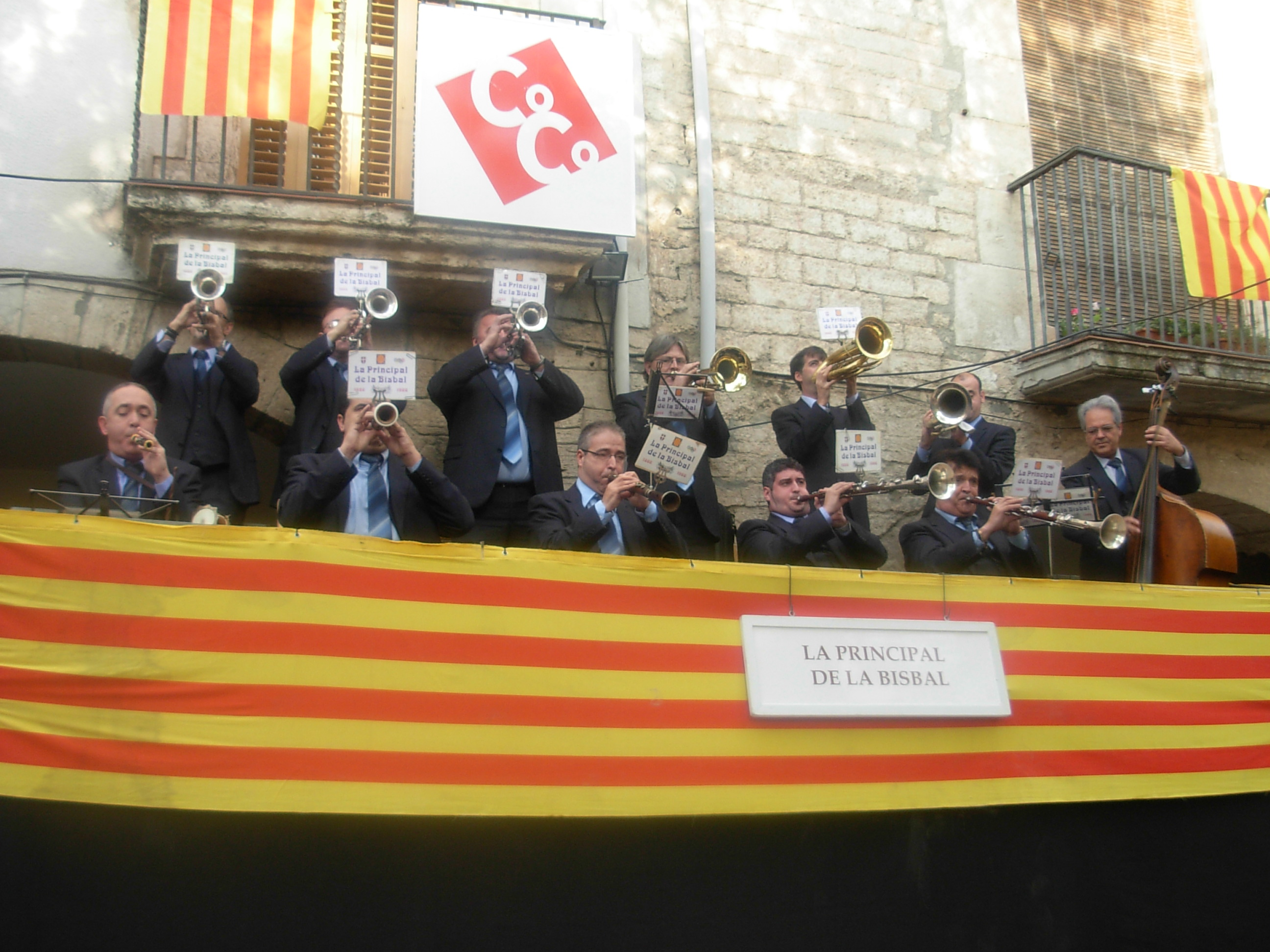
Cobla la Principal de la Bisbal

La Bisbal d'Empordà ha vist formar-se i créixer un bon grapat de músics i talents musicals. En són un exemple:
- Mazoni
- Sanjosex
- Miquel Abras
- Fetus
- Pau Blanc
- B1NO
- LECOCQ
- Cloe Riembau
- The Gramophone Allstars
- Jordi Serradell
- La Puça Diatònica
- Cobla La Principal de Bisbal
- Cobla Bisbal Jove
- The Gruixut's
- Coral Yes The Music!
- Cor Carreras Dagas
- Medusa Box
- Sanjays
- Delighters
- Komando Moriles
- El Último Veneno
- Mal Asunto

A més, també hi ha altres artistes vinculats al municipi com Núria Graham. El conegut segell discogràfic Bankrobber va néixer a la Bisbal. En un reportatge, el Diari ARA va batejar la Bisbal com el Liverpool de l'Empordà.

### Clubs esportius
El club de futbol de la Bisbal és l'Atlètic Bisbalenc; el seu primer equip masculí juga a la Segona Catalana. El Bisbal Bàsquet és l'equip de basquetbol bisbalenc; el primer equip masculí juga a LEB Plata (tercera categoria estatal, només per sota la Lliga ACB i Leb OR) i el seu primer equip femení juga a Segona Catalana.
La Bisbal també compte amb un club de tennis, el Club Tennis La Bisbal, un club de tennis taula, Club Tennis Taula La Bisbal i un club de patinatge, Club Patí Bisbalenc.
També té un club ciclista, Club Ciclista La Bisbal, un club de futbol sala, Club Futbol Sala La Bisbal i un club d'escalada, Club d'Escalada La Bisbal. L'últim club esportiu creat a la Bisbal ha sigut el de beisbol, el Club Beisbol Bisbal - Els Ferrerets.

### Torneig Internacional de Tennis Femení WTA 125
Vegeu també: Torneig Internacional de Tennis Femení SolGironès
Des de l'any 2016, la Bisbal d'Empordà és seu d'un dels tornejos de tennis femení més importants de Catalunya, Espanya i Europa. El Torneig Internacional de Tennis Femení SolGironès, també conegut com a Open Internacional WTA 125 se celebra a les instal·lacions del Club Tennis La Bisbal entre els mesos d'abril i maig sobre terra batuda.
L'any 2016 va començar a celebrar-se el torneig emmarcat dins la categoria ITF 10K. L'any 2023, el torneig va pujar de nivell i va entrar al circuit WTA 125 establint-se com un dels tornejos més importants de tennis femení.
Per les pistes del CT La Bisbal han passat tenistes de la talla de Paula Badosa, Alizé Cornet, Bianca Andreescu o Diana Shnaider.

### Entitats
- Geganters de la Bisbal
- Dracs de la Bisbal
- Voltors de la Bisbal
- Grup de Dones de la Bisbal
- Colla Sense Vàlvules
- Agrupament Escolta i Guia Les Gavarres
- Centre d’Esplai la Bisbal
- Escuderia Cop de Gas
- Amics de la Sardana
- Indivendres
- Arpa de Bec
- Casal Estel Roig
- Associació Cultural Amics del Passeig
- Associació Bisbalgat
- Associació d’Antiquaris, Brocanters i Restauradors de la Bisbal
- Associació de la Gent Gran
- Associació de Puntaires
- Associació El Trampolí
- Ateneu Llibertari Paquita
- Ceramistes de la Bisbal
- SANAE Associació Musical
- E.S.P.O.C.
- Joventuts Musicals de la Bisbal d’Empordà

### Equipaments
- Teatre Mundial
- Biblioteca Lluïsa Duran
- Camp de Futbol Municipal Pere Plaja
- Pavelló Municipal d'Esports
- Pavelló Firal
- Piscina Municipal
- Escoles Velles
- Escola de Ceràmica i Artesania
- Centre d'Atenció Primària Dra. Casaponsa - ABS La Bisbal
- Residència Geriàtrica Municipal Zoilo Feliu
- Terracotta Museu
- Escola de Música Conrad Saló

### Agermanaments
Des de l'any 2013, la Bisbal està agermanada amb  Cuevas Bajas (Màlaga).

## Demografia
| Entitat de població | Habitants (2024) |
| la Bisbal d'Empordà | 11.552           |
| Castell d'Empordà   | 44               |
| Sant Pol            | 41               |
| Font: Idescat       |                  |

| 1497 f | 1515 f | 1553 f | 1717  | 1787  | 1857  | 1877  | 1887  | 1900  | 1910  |
| ------ | ------ | ------ | ----- | ----- | ----- | ----- | ----- | ----- | ----- |
| 186    | 199    | 288    | 1.636 | 2.813 | 4.587 | 4.695 | 5.044 | 4.750 | 4.914 |

| 1920  | 1930  | 1940  | 1950  | 1960  | 1970  | 1981  | 1990  | 1992  | 1994  |
| ----- | ----- | ----- | ----- | ----- | ----- | ----- | ----- | ----- | ----- |
| 4.630 | 4.607 | 4.361 | 4.538 | 5.372 | 6.590 | 7.364 | 8.091 | 7.829 | 7.829 |

| 1996  | 1998  | 2000  | 2002  | 2004  | 2006  | 2008   | 2010   | 2012   | 2014   |
| ----- | ----- | ----- | ----- | ----- | ----- | ------ | ------ | ------ | ------ |
| 8.007 | 8.107 | 8.264 | 8.288 | 8.885 | 9.261 | 10.173 | 10.397 | 10.679 | 10.761 |

| 2016   | 2018   | 2020   | 2022   | 2024   | 2026 | 2028 | 2030 | 2032 | 2034 |
| ------ | ------ | ------ | ------ | ------ | ---- | ---- | ---- | ---- | ---- |
| 10.742 | 10.859 | 11.159 | 11.163 | 11.683 | -    | -    | -    | -    | -    |

El 1553 incorpora el Vilar; el 1787, Sant Pol de la Bisbal i el 1972, Castell d'Empordà.

## Política

### Composició de la Corporació Municipal
El Ple de l'Ajuntament està format per 17 regidors. Des del 17 de juny del 2023, l'alcalde és Òscar Aparicio, que lidera un govern tripartit format pel PSC, Compromís-Junts i Tots per la Bisbal.
| Eleccions municipals de 28 de maig del 2023 - la Bisbal d'Empordà                                                                            |                                                                                   |                                     |                                     |        |          |          |
| Candidatura | Candidatura                                                                       | Candidatura                         | Cap de llista                       | Vots   | Vots     | Regidors |
| | Esquerra Republicana de Catalunya—Acord Municipal                                 |                                     | Enric Marquès Serra                 | 934    | 24,60%   | 4 (-2)   |
| | Partit dels Socialistes de Catalunya—Independents per la Bisbal—Progrés Municipal |                                     | Òscar Aparicio Pedrosa              | 781    | 20,57%   | 4 (+1)   |
| | Candidatura d'Unitat Popular—Som Poble—Alternativa Municipalista                  |                                     | Alba Solés Coll                     | 649    | 17,09%   | 3 ()     |
| | Compromís per la Bisbal—Junts per Catalunya                                       |                                     | Eva Rovira Anglada                  | 623    | 16,41%   | 3 ()     |
| | Tots per la Bisbal—Tots Empordà                                                   |                                     | Xavier Dilmé i Vert                 | 382    | 10,06%   | 2 (+1)   |
| | La Bisbal En Comú Podem—Confluència                                               |                                     | Bilal Bensahid Zahuan               | 325    | 8,56%    | 1 ()     |
| | Vots en blanc                                                                     |                                     |                                     | 102    | 2,68%    |          |
| Total vots vàlids i regidors | Total vots vàlids i regidors                                                      | Total vots vàlids i regidors        | Total vots vàlids i regidors        | 3.796  | 100 %    | 17       |
| | Vots nuls                                                                         | Vots nuls                           | Vots nuls                           | 116    | 2,96%    |          |
| Participació (vots vàlids més nuls) | Participació (vots vàlids més nuls)                                               | Participació (vots vàlids més nuls) | Participació (vots vàlids més nuls) | 3.912  | 53,44%** |          |
| Abstenció | Abstenció                                                                         | Abstenció                           | Abstenció                           | 3.407* | 46,55%** |          |
| Total cens electoral | Total cens electoral                                                              | Total cens electoral                | Total cens electoral                | 7.319* | 100 %**  |          |
| Alcalde: Òscar Aparicio Pedrosa (PSC) (17/06/2023) Per majoria absoluta dels vots dels regidors (9 vots del PSC, Junts i Tots per la Bisbal) |                                                                                   |                                     |                                     |        |          |          |
| Fonts: Ministeri de l'Interior. (* No són vots sinó electors. ** Percentatge respecte del cens electoral.)                                   |                                                                                   |                                     |                                     |        |          |          |

### Històric d'alcaldes
| Nom                       | Anys       | Partit polític |
| ------------------------- | ---------- | -------------- |
| Joan Hugas Durán          | 1979-1983  | ERC            |
| Albert Vancells Noguer    | 1983-1991  | CiU            |
| Antoni Gustems Torrent    | 1991-1995  | PSC            |
| Ramon Romaguera Amat      | 1995-2007  | PSC            |
| Lluís Sais i Puigdemont   | 2007-2011  | ERC            |
| Òscar Aparicio i Pedrosa  | 2011-2014  | PSC            |
| Núria Anglada i Casamajor | 2014-2015  | CiU            |
| Lluís Sais i Puigdemont   | 2015-2019  | ERC            |
| Enric Marquès i Serra     | 2019-2023  | ERC            |
| Òscar Aparicio i Pedrosa  | 2023- avui | PSC            |

## Fills il·lustres
Categoria principal: Bisbalencs
- Josep Vancells i Marquès (1842-1916): escriptor.
- Florentí Garcia i Fossas (1854-1918): farmacèutic i metge.
- Narcís de Carreras (1905-1991): President del FC Barcelona.
- Joan Brauget Massanet ([...?]-1916), compositor.
- Eduard Mercader i Carbonell (1868-1962), compositor de sardanes.

### Altres bisbalencs de renom
- Jaume Pla "Mazoni": Músic i productor
- Miquel Abras: Músic i cantant
- Sanjosex: Músic i cantant

- Ricard Artero: Jugador del Girona FC
- Imma Tubella: Doctora en Ciències Socials